# Cratere Paraskevopoulos
Paraskevopoulos è un cratere lunare di 98,87 km situato nella parte nord-orientale della faccia nascosta della Luna.